# Guru Har Gobind
Guru Har Gobind, (em panjabi:  ਗੁਰੂ ਹਰਿਗੋਬਿੰਦ ਜੀ; ɡʊru həɾɡobɪnd sɑhɪb) (5 de julho de 1595 — 19 de março de 1644). Ele foi o sexto dos gurus siques, alçado à condição de Guru em 25 de maio de 1606, seguindo os passos de seu pai, o Guru Arjan. Ele tinha onze anos de idade quando tornou-se guru, após a execução de seu pai sob as ordens do imperador mughal Jahangir. Ele é lembrado por ter dado origem à tradição militar sique de resistência à perseguição muçulmana e de proteção à liberdade de religião. Ele teve o mais longo período como guru: 37 anos, 9 meses e 3 dias, ressalvando-se os casos de Guru Nanak (que nasceu com a condição) e do Guru Granth Sahib (o Eterno Guru).

## Início
O Guru Har Gobind nasceu na vila de Wadali em 1595. Seu pai, o Guru Arjan, quinto guru da fé sique, foi preso, torturado e morto sob as ordens do imperador mughal Jahangir. Após a morte de seu pai, Har Gobind recebeu o título de guru, aos 11 anos de idade. Seu pai instruiu-o a iniciar uma tradição militar, de forma a proteger o povo sique. À época de sua ascensão, ele passou a usar duas espadas: uma indicava sua autoridade espiritual (piri) e a outra, sua autoridade temporal (miri). Assim ele fundou a tradição militar na fé sique. O Guru Har Gobind casou-se três vezes, com Damodiri, Nanaki e Mahadevi.
O Guru Har Gobind atingiu a excelência em questões de estado - sua Darbar (corte) foi notada por seu esplendor. O armamento e o treinamento de seus seguidores começou e o guru veio a possuir setecentos cavalos com seu Risaldari (exército) crescendo a trezentos cavaleiros e sessenta artilheiros com o passar do tempo. Além disso, quinhentos homens da região de  Majha no Punjab foram recrutados como infantaria. O Guru Har Gobind fez construir uma fortaleza em Amritsar, denominada Lohgarh ("Fortaleza de Aço"). Ele tinha sua própria bandeira e percussão de guerra, tocada duas vezes ao dia.

## Personalidade
O guru também era excelente praticante de artes marciais (shastarvidya) e ávido caçador. Também encorajou as pessoas a manterem a forma física, de modo a garantir a prontidão necessária para o combate físico.

## Samarth Ramdas and Guru Hargobind

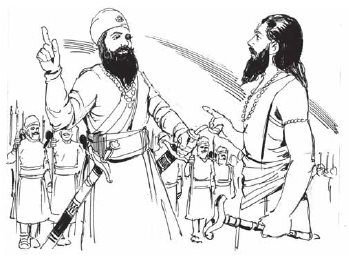
Guru Har Gobind e Samarth Ramdas.

De acordo com a tradição sique de um antigo manuscrito punjabi, chamado Panjah Sakhian, Samarth Ramdas encontrou-se com o Guru Har Gobind em Srinagar, nas montanhas de Garhval. O encontro, corroborado numa fonte marata, Ramdas Swami Bakhar, escrito por Hanumant Swami em 1793, provavelmente aconteceu no início da década de 1630 durante uma viagem de peregrinação de  Samarth Ramdas ao norte do subcontinente indiano e na jornada de Har Gobind em direção a Nanakmata, no leste. Diz-se que eles se depararam um com o outro, enquanto o guru voltava de uma excursão de caça, totalmente armado e a cavalo.
"Ouvi falar que você ocupa o Gaddi de Guru Nanak", disse Swami Ramdas. "Guru Nanak era um sadhu Tyagi - um homem santo que renunciou ao mundo. Você usa armas e mantém um exército e cavalos. Você permite-se ser tratado como Sacha Patshah, o Verdadeiro Rei. Que tipo de sadhu é você?, perguntou o santo Maratha.
Guru Har Gobind respondeu: "Internamente um ermitão e externamente um príncipe. Armas significam a proteção dos pobres e a destruição dos tiranos. Baba Nanak não renunciou ao mundo mas renunciou a Maya [i.e., ao ego].:
As palavras do Guru Har Gobind encontraram pronta resposta no coração de Samartha Swami Ramdas que, como citado no Pothi Panjak Sakhian, disse: "isto encanta minha mente".

## Jahangir e as guerras contra o Império Mughal

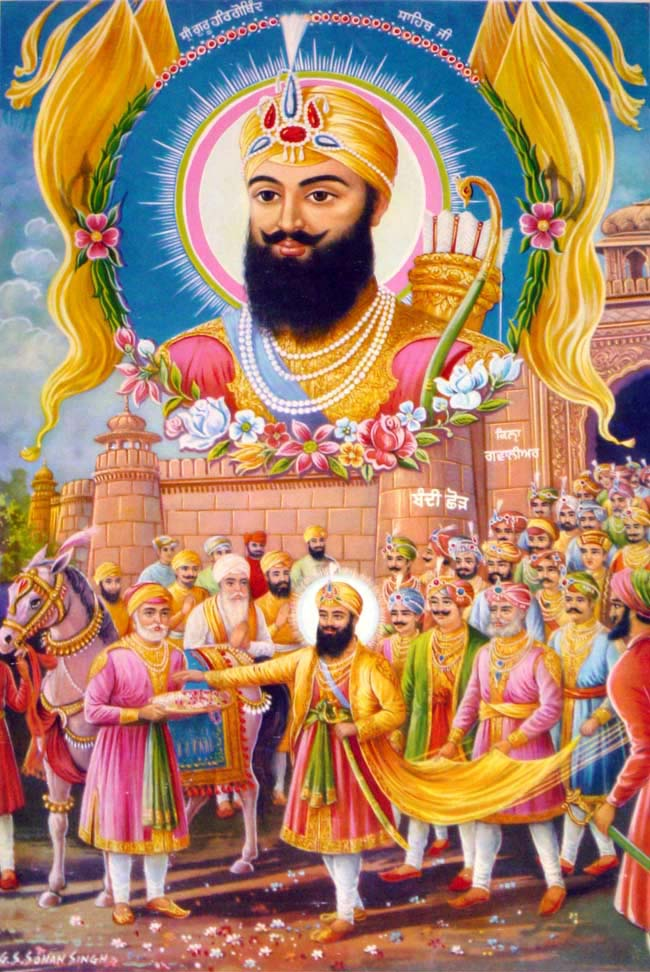
O Guru Har Gobind é libertado do Forte de Gwalior por ordens de Jahangir.

As razões para que o Guru Har Gobind armasse seus seguidores eram muitas. Tanto externa quanto internamente, a situação estava se modificando. O guru tinha de ajustar sua política às exigências do novo ambiente. O siquismo inicialmente desenvolveu-se e organizou-se durante os dias tolerantes do governo de Akbar. Akbar nunca interferiu no desenvolvimento do siquismo. Ele inclusive chegou a ajudar os gurus de várias formas. Mas após a execução do Guru Arjan sob as ordens Jahangir e o aprisionamento do Guru Har Gobind mostraram cabalmente que tempos difíceis estavam por vir. A política de organização pacífica já não era mais suficiente. Tal situação, prevista pelo Guru Arjan e agora percebida pelo Guru Har Gobind, mostrava que a proteção sem uso de armas da comunidade sique já não era mais possível naquele momento. A morte de seu pai nas mãos de Jahangir levou-o a enfatizar a dimensão militar da comunidade sique. Simbolicamente, ele utilizava duas espadas, que representavam miri e piri (as autoridades temporal e espiritual). Ele construiu um forte para defender Ramdaspur (Amritsar) e criou um tribunal, o Akal Takht.
Estas atitudes, consideradas uma agressão, levaram Jahangir a prender Har Gobind no Forte de Gwalior. Não esta claro nas fontes quanto tempo ele passou como prisioneiro: o ano de sua libertação aparenta ter sido 1611 ou 1612. Àquela altura, Jahangir havia revertido em certo grau às políticas mais tolerantes de Akbar e os conservadores na corte Mughal tinham perdido seu favor. Após declarar Har Gobind inocente e inofensivo, Jahangir ordenou sua soltura. De acordo com a tradição sique, 52 rajás foram aprisionados no forte como reféns por ter se oposto ao império Mughal, ficando atemorizados ao se verem perdendo um mentor espiritual. O Guru Har Gobind requereu a libertação dos rajás com ele, certificando-se de sua lealdade para com ele. Jahangir, ao final, ordenou a libertação destes. Har Gobind usava uma vestimenta especial, à qual estavam costuradas 52 bainhas. Conforme Har Gobind deixava o forte, os líderes presos pegavam as bainhas e saíam junto com ele./

### Guerra com Shah Jahan
Durante o reinado de Shah Jahan, as relações encresparam-se novamente. Shah Jahan era intolerante. Ele destruiu o baoli sique em Lahore.
  Os enfrentamentos entre os oficiais do império Mughal e os siques começaram em disputas referentes a falcões e cavalos mas logo tomaram escala muito maior e foram responsáveis pela morte de milhares de pessoas nos dois lados. Batalhas aconteceram em várias localidades, dentre elas Amritsar, Kartarpur, entre outras. O Guru Hargobind derrotou as tropas dos mughais próximo a Amritsar em 1634. O Guru foi novamente atacado por um destacamento provincial do império, mas os atacantes foram derrotados e seus líderes, mortos. O Guru Har Gobind pegou uma espada e marchou com seus soldados, liderando-os tenazmente para enfrentar os governadores muçulmanos ou inimigos pessoais.
Um amigo de infância de Har Gobind, Painde Khan, cuja mãe foi ama de leite do Guru, tornou-se seu inimigo. De acordo com alguns relatos, a causa para isso, foi um falcão de alto valor do guru subtraído por Khan, que, solicitado a devolvê-lo, ressentiu-se com o guru. Outros relatos descrevem o orgulho e a vaidade de Khan. Esta chance foi aproveitada pelos comandantes do império Mughal, que sempre viram o Guru Har Gobind como um perigo permanente. Painde Khan foi indicado como líder das tropas provinciais e marchou contra o guru que, atacado, reagiu e matou o amigo de infância e agora inimigo com suas próprias mãos, provando-se novamente um vencedor.
Guru Har Gobind também lutou na Batalha de Kartarpur. Ele faleceu em Kiratpur, Rupnagar, Punjabe, em 19 de março de 1644.

## Consequências
Durante a era do Guru Har Gobind, os siques cresceram muito em números absolutos e a política fiscal do Guru Arjan, somada ao sistema militar do Guru Har Gobind, deram à comunidade sique uma condição de entidade distinta dentro do império. O guru não desconhecia sua influência latente, mas na vida privada jamais se esqueceu de seu caráter genuíno, intitulando-se sempre Nanak, em deferências à crença firme dos siques, que o espírito de seu grande professor vivia em cada um de seus sucessores.
O Guru Har Gobind não tinha em conta a idolatria: um de seus seguidores cortou fora o nariz de um ídolo; com as queixas de vários chefes de regiões vizinhas, o guru convocou o sique à sua presença; o acusado negou a ação, mas disse ironicamente, que se o ídolo testemunhasse contra ele, ele aceitaria a punição prontamente. "Ó tolo!", bradaram os chefes, "como o ídolo vai falar?". Respondeu o líder sique: "Se ele não pode salvar a própria cabeça, como então ele vai valer a vós?"

## Legado
Este é o sumário dos destaques da vida do Guru Har Gobind:
- Transformou a irmandade sique ao introduzir artes marciais e armas para a defesa da população;
- Construiu o Akal Takht em 1608 – agora um dos cinco Takhts (centros de poder) dos siques;
- Fundou a cidade de Kiratpur, no atual distrito de Jalandhar, no atual Punjabe indiano;
- Foi aprisionado no forte de Gwalior por um ano e durante sua libertação insistiu para que outros 52 prisioneiros fossem libertados junto com ele. Para marcar esse evento, os siques comemoram o Bandi Chhor Divas;
- O primeiro guru a envolver-se em guerras;
- A cidade de Hargobindpur, na região de Majha no Punjabe, recebeu seu nome: foi ali que ele venceu as forças do Império Mughal.

## Batalhas
1. Batalha de Rohilla
2. Batalha de Amritsar (1634)
3. Batalha de Kartarpur
4. Batalha de Kiratpur
5. Batalha de Gurusar
6. Batalha de Hargobindpur

## Leituras adicionais
- Dr Harjinder Singh Dilgeer (2005), Sikh Twareekh Vich Akal Takht Sahib Da Role, Sikh University Press.
- Dr Harjinder Singh Dilgeer (2011), Akal Takht Sahib (Concept & Role), Sikh University Press.
- Dr Harjinder Singh Dilgeer (2008), Sikh Twareekh (5 volumes), Sikh University Press.
- Dr Harjinder Singh Dilgeer (2012), SIKH HISTORY in 10 volumes, Sikh University Press.